# Bugát Pál
Bugát Pál (Gyöngyös, 1793. április 12. – Pest, 1865. július 9.) orvos, egyetemi tanár, az MTA tagja, nyelvújító, a magyar orvosi nyelv egyik megteremtője. 1841-től 1844-ig a Királyi Magyar Természettudományi Társulat elnöke. Baloghy József áldozópap unokaöccse.

## Életpályája
Apja Bugát (Bukát) János szegény sorsú szabómester volt, édesanyja Balog Terézia. A gimnázium alsó osztályait szülővárosában 1807-ben, a felsőbbeket Egerben 1811-ben, az orvostudományit 1816-ban Pesten végezte az egyetemen, ahol 1818. december 21-én orvossá, 1820. január 8-án szemészorvossá avatták.
Több évig tanársegéd volt, majd 1823-ban Bakabányán orvos lett. 1824. január 10-én az orvosi kar jegyzőjévé választották, s ezért ismét Pestre költözött. Még 1824 áprilisában Selmec- és Bélabánya főorvosává nevezték ki. 1824. október 5-én pedig a Pesti Egyetemre az elméleti orvostudományoknak a sebészek számára rendelt tanszékére habilitálták, és azt november 9-én foglalta el, itt működött 24 évig.
Bugát 1844-ben kezdett el finnül tanulni, mivel foglalkoztatta a magyar nyelv rokonságának kérdése. 1846-ban azzal a kéréssel fordult a Magyar Tudós Társasághoz, hogy adjon neki  anyagi támogatást a finn és lapp nyelv tanulmányozásához és támogassa  egy hosszabb stockholmi és helsingforsi útját. Kérését azonban elutasították. Kérelmével eztán a  Helytartótanácshoz  fordult, amely  1846. június 9-én engedélyezte Bugát tervét, valamint ahhoz számára négyhavi fizetett szabadságot hagyott jóvá. Végül a tervezett északi tanulmányút elmaradt, aminek okát az utókor nem tudta felkutatni. Bugát  Pál elsőként szorgalmazta  1846-ban  finn tanszék  felállítását  a pesti egyetemen.
1848-ban a honvédelmi bizottmány kormánya alatt Magyarország főorvosává nevezték ki. 1849-ben ő is követte a magyar kormányt Debrecenbe, és részt vett a honvédelmi bizottmány ülésein.  A szabadságharcban vállalt szerepe miatt annak  bukása  után  bujdosni kényszerült, megfosztották  minden  rangjától,  tisztségétől,  a katedrájától és a nyugdíjától is. Végül kegyelmet kapott. Idejét Budán töltötte, többnyire nyelvészeti búvárkodással, tanulta a finn és a török nyelvet, kertészkedett, és orvosi gyakorlatot is folytatott. Közéleti visszatérését csak 1861-ben engedélyezték.

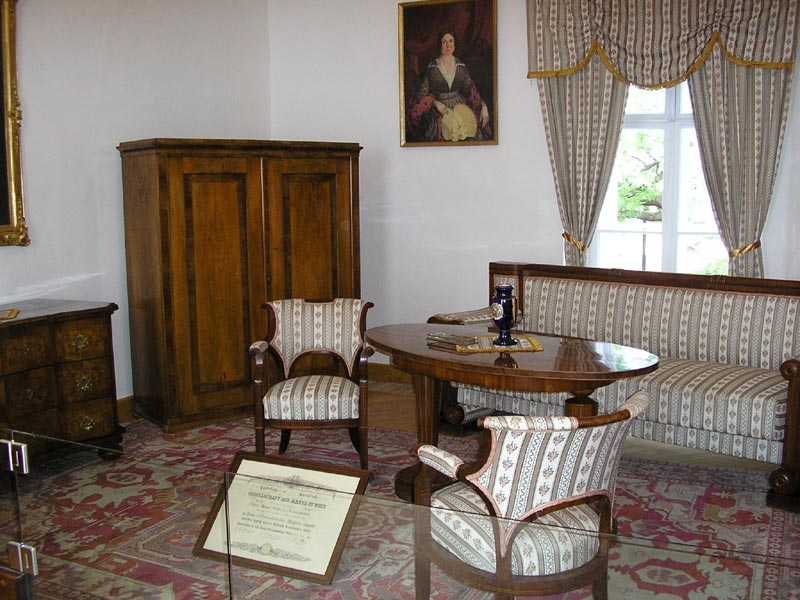
Bugát Pál emlékszoba a gyöngyösi Mátra Múzeumban

Mivel nem volt gyermeke, nyolc csángó magyar fiút fogadott háztartásába, akiket saját költségén taníttatott és neveltetett.
1830. november 17-én választották a Magyar Tudományos Akadémia rendes tagjává. A magyar orvosok és természetvizsgálók vándorgyűlésének eszméjét ő vetette fel az Orvosi Tár című folyóiratban. Ennek első gyűlésén 1841 májusában alapították meg a Természettudományi Társulatot, melynek alapító tagjaként 1000 aranyforintot adományozott. A Magyar Orvosok és Természetvizsgálók első négy gyűlésén alelnök volt (1841–43), és kiadott „Munkálatait” is ő szerkesztette. Ismeretes, hogy igen sok műszót alkotott, tőle ered a mai orvosi irodalomban általában használt szavak nagy része.
Toldy Ferenc tartott fölötte gyászbeszédet 1865. július 11-én.
Arcképe kőnyomatban Rohn és Grund által Pesten, 1866-ban a Magyar Orvosok és Term. Munkálatai XI. kötetében, névaláírása pedig a Vasárnapi Ujság 1889. 44. számában jelent meg.

## Munkái
- Dissertatio inaug. medica sistens enkephalitidem. Pesthini, 1818
- Az egészséges emberi test boncztudományának alapvonalai. Hempel után németből ford. és boncztudományi szótárral ellátva. Uo. 1828. Két kötet
- Közönséges kórtudomány. Uo. 1830
- Éptan. Tanítványai számára. Uo. 1830
- Hahnemann Organon-a (Életműve) a gyógyművészségnek vagyis Hahnemann Sámuel Homoeopathiája. Magyarítva. Uo. 1830
- Igazítás: a tudományok és mesterségek közönséges Tára (Conversations-Lexikon) iránt és abban kiadott agyvelő czikkelyről Balogh Pál észrevételére. Uo. 1830 (Különny. a Tudom. Gyűjteményből)
- Magyar-deák és deák-magyar orvosi szókönyv. Uo. 1833 (Schedel Ferenccel együtt)
- Sebészség, , , Chelius után ford. Uo. 1836–44. Négy kötet. (Ism. Figyelmező 1836)

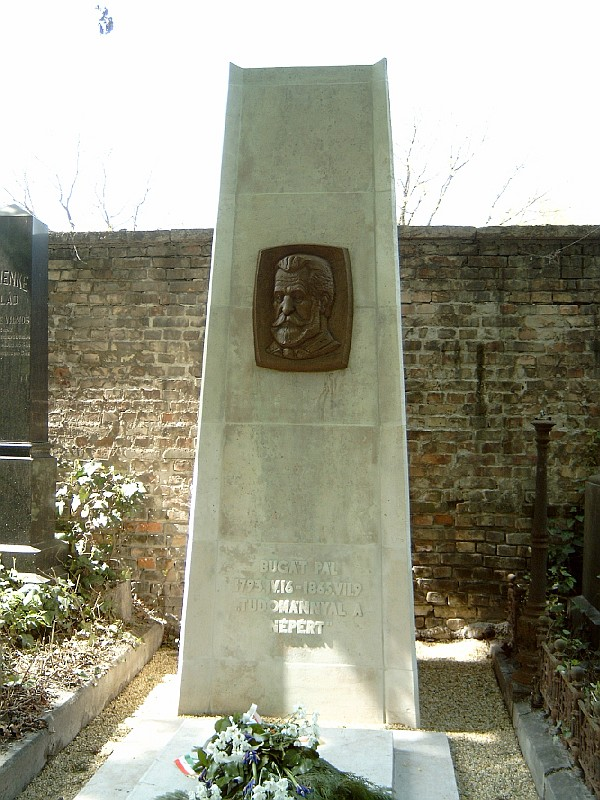
Bugát Pál sírja Budapesten. Kerepesi temető: J. 169. Csontos László szobrász alkotása

- Tapasztalati természettudomány Tscharner után ford. Uo. 1836–37. Két kötet
- Kisded sebészi eszköztár. Fritze után ford. Uo. 1837 (Flór Ferenccel együtt)
- A nevezetesebb sebészi véres műtétek. Fritze után latin és magyar nyelven kiadta. Uo. 1839
- Magyarországi orvosrend névsora. I. év. Uo. 1840 (Flór Ferenccel együtt)
- Gyógyszerek árszabása. Uo. 1843
- Természettudományi szóhalmaz. Buda, 1844 (V. Ferdinánd királynak van ajánlva, ki a szerzőt gyémántos gyűrűvel jutalmazta)
- Phonologiai eszméi. Uo. 1854

Orvosi cikkei az általa szerkesztett Orvosi Tárban (1831–1848), Akadémia Évk. (II. V. 1835. 1842. Emlékbeszéd Schuster János felett), Orvosok és Term. Munk. (1842. 1846.); Faragó János szobrász életrajza a Magyar Sajtóban (1857. 109. sz.), Természetrajzi és gazdasági cikkei a Tudományos Tárban (1838–39) és az Akadémiai Értesítőben (1850–56) jelentek meg. A bonctudományi műszavakról (Uo. 1829. II–VII.) és a kézművesi műszavakról a Vasárnapi Ujságban (1858) jelentek meg cikkei. Az akadémia Zsebszótára szerkesztésében is részt vett.
Szerkesztette az Orvosi Tárt Schedel Ferenccel (1831–33), azután Flór Ferenccel 1848-ig.
Több kötetre terjedő nyelvészeti kéziratait a Magyar Tudományos Akadémiára hagyta.

## Emlékezete
- 2021 óta nevét viseli az 544618 Bugátpál kisbolygó.[9]
- Szobra a róla elnevezett Székesfehérvári SZC Bugát Pál (egészségügyi) Szakgimnáziuma és Szakközépiskolájának aulájában tekinthető meg.
- Róla van elnevezve a Gyöngyösi Bugát Pál Kórház.